# Oszcillációs gőzgép

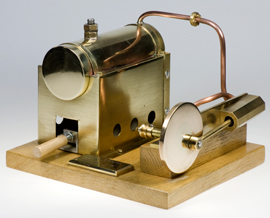

Az oszcillációs gőzgép annyiban különbözik a hagyományos gőzgépektől (James Watt gőzgépétől), hogy ennél a szerkezetnél nem a tolattyú vezérli a munkahengert, hanem úgynevezett résvezérlés alapján működik. Ahogyan a billegő tengelyen a munkahenger le és fel billen úgy kapja meg a vezérlést. Ha felfelé van a munkahenger vége, akkor áramlik be a gőz (telített vagy túlhevített gőz) a munkahengerbe. Majd azt a gőznyomás kitolja és így a lendkereket meglöki. A kerék a lendületéből (perdületéből) adódóan átbillen a holtponton és  kinyomja a már munkát végzett fáradt gőzt. Az előbb említett folyamat mind addig fennmarad amíg kap gőzt vagy sűrített levegőt a gőzgép. A vasútnál vagy a gőztraktoroknál azért nem terjedt el ez az oszcillációs gőzgép, mert a billegő lemez részhez egy gyengécske rugó szorítja hozzá a munkahengert, és ott a gőz nagyon könnyen elszivárog. Így nagyon minimális ezeknek a gépeknek a hatásfoka. Fontos megjegyezni még, hogy a fordulatszámuk sem stabil a tolattyús gőzgépekkel szemben.